# Mendoncia cowanii
Mendoncia cowanii är en akantusväxtart som först beskrevs av Spencer Le Marchant Moore, och fick sitt nu gällande namn av R. Benoist. Mendoncia cowanii ingår i släktet Mendoncia och familjen akantusväxter.

## Underarter
Arten delas in i följande underarter:
- M. c. coursii
- M. c. decaryi